# کراس رود، شهرستان مونرو، آرکانزاس
کراس رود (به انگلیسی: Cross Roads) یک منطقهٔ مسکونی در ایالات متحده آمریکا است که در شهرستان مونرو، آرکانزاس واقع شده‌است. کراس رود ۱۵٫۲۴ متر بالاتر از سطح دریا واقع شده‌است.